# Bebel Gilberto

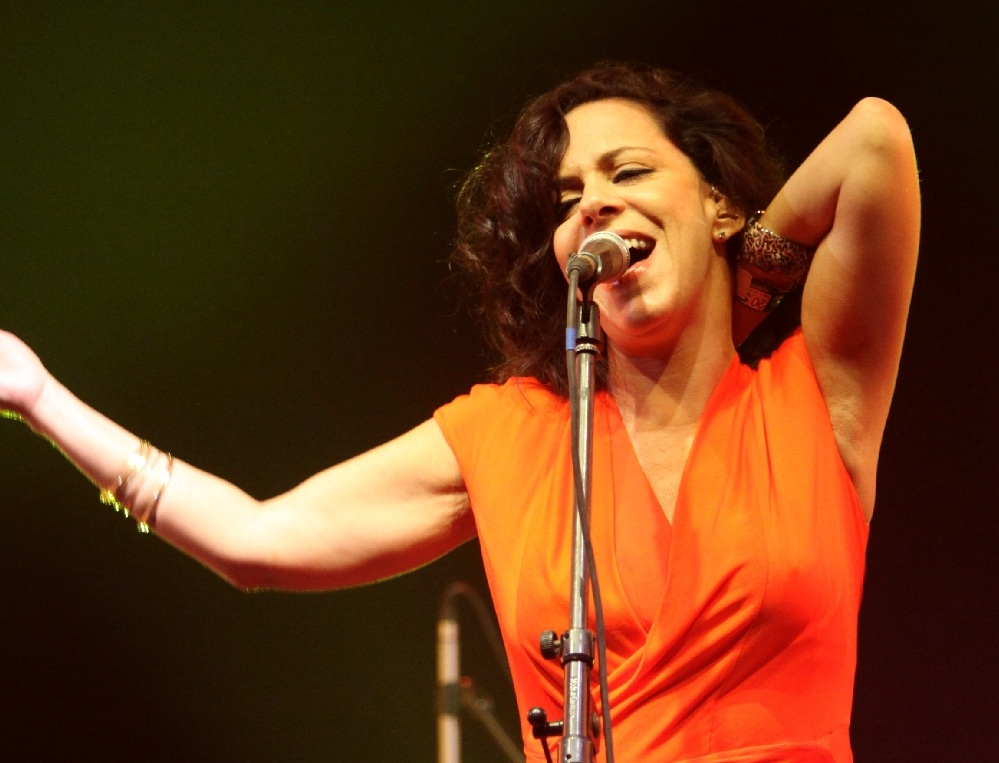
Bebel Gilberto (2012)

Bebel Gilberto [beˈbɛl ʒilˈbɛrtu] (* 12. Mai 1966, New York; geboren als Isabel Gilberto de Oliveira) ist eine brasilianische Sängerin und Liedermacherin. Sie ist die Tochter von João Gilberto und Miúcha (Heloísa Buarque de Hollanda, Chico Buarques Schwester), zweier Größen in der Musikszene Brasiliens. 

## Leben und Karriere
Bebel Gilberto begann bereits als Kind, in Chören und auf Platten für Kinder zu singen, ebenfalls trat sie in Musicals auf. 
Während der 1980er Jahre versuchte sie eine Solokarriere und arbeitete vor allem mit Cazuza, aber auch anderen Stars der Música Popular Brasileira zusammen. Im Jahr 1991 zog sie nach New York, wo sie mit David Byrne, Arto Lindsay und DJ Towa Tei zusammenarbeitete und ihren Bossa Nova mit anderen Musikstilen zu neuen Sounds zu verschmelzen suchte. Im Jahr 2000 brachte sie zusammen mit dem DJ und Produzenten Suba ihre CD Tanto Tempo heraus, mit der sie es in die Charts der Weltmusik schaffte. Im Jahr 2001 kam, um auf dem Erfolg ihrer Erstlings-CD aufzubauen, die Platte Tanto Tempo Remixes heraus. 2004 folgte das von Marius de Vries produzierte Album Bebel Gilberto, 2005 dessen Remixes, an denen unter anderem Thievery Corporation, DJ Spinna oder Nuspirit Helsinki beteiligt waren.
Ihre Songs Samba da Benção, Tanto Tempo und Mais Feliz waren Bestandteile der Filmmusik des Films Hautnah. 

## Diskografie

### Studioalben
| Jahr | Titel          | Höchstplatzierung, Gesamtwochen, AuszeichnungChartplatzierungen (Jahr, Titel, Platzierungen, Wochen, Auszeichnungen, Anmerkungen) | Höchstplatzierung, Gesamtwochen, AuszeichnungChartplatzierungen (Jahr, Titel, Platzierungen, Wochen, Auszeichnungen, Anmerkungen) | Höchstplatzierung, Gesamtwochen, AuszeichnungChartplatzierungen (Jahr, Titel, Platzierungen, Wochen, Auszeichnungen, Anmerkungen) | Höchstplatzierung, Gesamtwochen, AuszeichnungChartplatzierungen (Jahr, Titel, Platzierungen, Wochen, Auszeichnungen, Anmerkungen) | Höchstplatzierung, Gesamtwochen, AuszeichnungChartplatzierungen (Jahr, Titel, Platzierungen, Wochen, Auszeichnungen, Anmerkungen) | Anmerkungen                                              |
| Jahr | Titel          | DE | AT | CH | UK | US | Anmerkungen                                              |
| ---- | -------------- | --- | --- | --- | --- | --- | -------------------------------------------------------- |
| 2000 | Tanto Tempo    | — | — | — | UK49 Gold · (10 Wo.)UK | — | Erstveröffentlichung: 25. April 2000 Verkäufe: + 400.000 |
| 2004 | Bebel Gilberto | DE85 (4 Wo.)DE | — | CH76 (5 Wo.)CH | UK49 (3 Wo.)UK | US154 (3 Wo.)US | Erstveröffentlichung: 8. Juni 2004 Verkäufe: + 75.000    |
| 2007 | Momento        | — | — | CH84 (1 Wo.)CH | — | US169 (1 Wo.)US | Erstveröffentlichung: 3. April 2007                      |

Weitere Alben
- 2001: Tanto Tempo Remixes
- 2005: Bebel Gilberto Remixed
- 2009: All in One
- 2014: Tudo
- 2020: Agora
- 2023: João

EPs
- 1986: Bebel Gilberto
- 2007: Bring Back The Love
- 2008: Live Session

### Singles
| Jahr | Titel Album                 | Höchstplatzierung, Gesamtwochen, AuszeichnungChartplatzierungen (Jahr, Titel, Album, Platzierungen, Wochen, Auszeichnungen, Anmerkungen) | Höchstplatzierung, Gesamtwochen, AuszeichnungChartplatzierungen (Jahr, Titel, Album, Platzierungen, Wochen, Auszeichnungen, Anmerkungen) | Höchstplatzierung, Gesamtwochen, AuszeichnungChartplatzierungen (Jahr, Titel, Album, Platzierungen, Wochen, Auszeichnungen, Anmerkungen) | Höchstplatzierung, Gesamtwochen, AuszeichnungChartplatzierungen (Jahr, Titel, Album, Platzierungen, Wochen, Auszeichnungen, Anmerkungen) | Höchstplatzierung, Gesamtwochen, AuszeichnungChartplatzierungen (Jahr, Titel, Album, Platzierungen, Wochen, Auszeichnungen, Anmerkungen) | Anmerkungen                        |
| Jahr | Titel Album                 | DE | AT | CH | UK | US | Anmerkungen                        |
| ---- | --------------------------- | --- | --- | --- | --- | --- | ---------------------------------- |
| 2002 | So Nice Tanto Tempo         | — | — | — | UK82 (1 Wo.)UK | — | Erstveröffentlichung: Oktober 2002 |
| 2003 | Close Your Eyes Tanto Tempo | — | — | — | UK92 (1 Wo.)UK | — | Erstveröffentlichung: April 2003   |

### Gastbeiträge
- 1980: João Gilberto: Chega de Saudade auf João Gilberto Prado Pereira de Oliveira
- 1989: Miúcha und Tom Jobim: Calice auf Falando de Amor
- 1991: Caetano Veloso: Fora da Ordem auf Circuladô
- 1994: Towa Tei: drei Stücke auf Future Listening!
- 1996: mit Cazuza: Preciso Dizer Que Te Amo auf Red Hot + Rio
- 1997: Towa Tei: Private Eyes auf Sound Museum
- 1998: Otto: Bob auf Samba Pra Burro
- 2006: Peeping Tom (Mike Patton): Caipirinha auf Peeping Tom
- 2006: Forro in the Dark: Wandering Swallow (Juazeiro) auf Bonfires of São João
- 2009: Ben Perowsky: Kings Fall auf Ben Perowsky Presents: Moodswing Orchestra
- 2011: Miguel Migs: Zulu auf Outside the Skyline

## Auszeichnungen für Musikverkäufe
| Goldene Schallplatte - Europa (Impala) - 2011: für das Album Bebel Gilberto Platin-Schallplatte - Europa (Impala) - 2011: für das Album Tanto Tempo |

Anmerkung: Auszeichnungen in Ländern aus den Charttabellen bzw. Chartboxen sind in ebendiesen zu finden.
| Land/RegionAuszeichnungen für Musikverkäufe (Land/Region, Auszeichnungen, Verkäufe, Quellen) | Gold     | Platin  | Verkäufe  | Quellen         |
| -------------------------------------------------------------------------------------------- | -------- | ------- | --------- | --------------- |
| Europa (Impala)                                                                              | Gold1    | Platin1 | (475.000) | Einzelnachweise |
| Vereinigtes Königreich (BPI)                                                                 | Gold1    | —       | 100.000   | bpi.co.uk       |
| Insgesamt                                                                                    | 2× Gold2 | Platin1 |           |                 |